# ステファニー・マクレーン
ステファニー・マクレーン(Stephanie McLean )は、アメリカの元モデル、ペントハウスペット。過去、Pet of the Month(1970年4月)、Pet of the Year(1971年)に選出された。 
ロードレース世界選手権チャンピオンのバリー・シーンと婚姻歴があり、彼との間に子供が2人いる。